# Platyja griseomaculata
Platyja griseomaculata är en fjärilsart som beskrevs av Pieter Cornelius Tobias Snellen 1880. Platyja griseomaculata ingår i släktet Platyja och familjen nattflyn. Inga underarter finns listade i Catalogue of Life.